# Incendio forestal de Teresa de Cofrentes (2025)
El incendio forestal de Teresa de Cofrentes es un incendio declarado el 13 de agosto de 2025 en el municipio de Teresa de Cofrentes, al sur de la provincia de Valencia, España. El fuego, originado por un rayo durante una tormenta seca, afectó a unas 504 hectáreas de terreno forestal y agrícola, principalmente en Teresa de Cofrentes (440 ha) y en menor medida en Ayora (64 ha). Fue estabilizado el 15 de agosto tras intensas labores de extinción.

## Origen y localización
El incendio comenzó en torno a las 15:46 horas del 13 de agosto de 2025 en una zona montañosa próxima al Macizo del Caroig, un espacio natural de gran valor ecológico. La combinación de altas temperaturas, baja humedad y rachas de viento facilitó la rápida propagación de las llamas.

## Extensión e impacto
El perímetro del incendio alcanzó aproximadamente 13 kilómetros, afectando a 504 hectáreas. Aunque no se registraron víctimas, el fuego obligó a la evacuación preventiva de unas 15 personas de viviendas diseminadas y pedanías cercanas.
El incendio supuso una amenaza para el entorno natural del Macizo del Caroig, uno de los pulmones forestales más importantes de la Comunidad Valenciana.

## Medios y operativos
En las labores de extinción participaron entre 170 y 190 efectivos, incluyendo brigadas forestales, bomberos, agentes medioambientales y la UME. Se desplegaron siete medios aéreos de la Generalidad, además de un helicóptero de apoyo procedente de Aragón.
Se utilizaron drones y cámaras térmicas para localizar puntos calientes, así como retardantes químicos para frenar el avance de las llamas. La Generalitat declaró la Situación 2 del Plan Especial frente al Riesgo de Incendios Forestales (PEIF).

## Evolución y estabilización
En los dos primeros días, el fuego permaneció activo con varios rebrotes, especialmente en la zona sureste del perímetro. Gracias a la bajada de temperaturas durante la madrugada y a la acción de medios aéreos y terrestres, el incendio fue perimetrado y finalmente estabilizado el 15 de agosto a las 10:30 horas.
Posteriormente se mantuvo un dispositivo de vigilancia para evitar reproducciones. Con la evolución favorable, la UME fue desactivada y los evacuados pudieron regresar a sus hogares.

## Consecuencias
El incendio dejó un balance de 504 hectáreas calcinadas, sin víctimas personales ni daños en infraestructuras de importancia. No obstante, supuso un duro golpe para el ecosistema de la zona, en un verano marcado por una ola de calor que agravó el riesgo de incendios en toda la península ibérica.